# Otelo (Verdi)
Otelo (título original en italiano, Otello) es una ópera en cuatro actos con música de Giuseppe Verdi y libreto en italiano de Arrigo Boito, a partir de la obra de Shakespeare Otelo, el moro de Venecia. Fue la penúltima ópera de Verdi, estrenada en el Teatro de La Scala de Milán el 5 de febrero de 1887.

## Historia

### Composición
Temprano retiro de Verdi
Después de terminar y estrenar su ópera Aida en 1871, Verdi decidió que era el momento de poner fin a su exitosa carrera como compositor de ópera, aunque era fácilmente el más popular, y posiblemente el más rico, compositor de Italia de la época, en gran medida como Rossini había hecho después de terminar la ópera Guillermo Tell.
Ricordi y la "intriga" para sacar a Verdi de su retiro
Debido a la inmensa popularidad de la música de Verdi en Italia en los años setenta, el retiro de Verdi le pareció a su editor, Giulio Ricordi, una forma de malgastar su talento y perder posibles beneficios. De esta manera surgió una especie de intriga para obligar al compositor a salir de su retiro para escribir otra ópera. Debido a la importancia de los aspectos dramáticos de la ópera para el compositor, Verdi era especialmente selectivo en su elección de temas. En consecuencia, si iba a mostrarse conforme en crear otra ópera, después de una década de retiro, el libreto debía captar su interés. Era de conocimiento general que Verdi admiraba las obras teatrales de Shakespeare y que había, a lo largo de su carrera, deseado crear óperas basadas en las tramas shakespearianas. Sin embargo, su único intento, Macbeth (1847), aunque al principio tuvo éxito, luego no fue bien recibida cuando la revisó para interpretarla en París en el año 1865. Debido a su historia relativamente directa, la obra Otelo fue elegida como un objetivo probable.
Propuesta y Arrigo Boito
Finalmente, después de planearlo, Ricordi, junto con el director Franco Faccio, amigo de Verdi, sutilmente insinuaron a Verdi la idea de una nueva ópera. Durante una cena en la residencia milanesa de Verdi durante el verano de 1879. Ricordi y Faccio llevaron la conversación hacia la obra de Shakespeare Othello y al libretista Arrigo Boito (de quien Ricordi decía que era también un gran admirador de la obra). Se hicieron sugerencias, a pesar del escepticismo inicial por parte del compositor, acerca de que Boito estaría interesado en crear un nuevo libreto basado en la obra. En pocos días, llevaron a Boito para que se encontrase con Verdi y le presentara un esquema de un libreto para una ópera basada en Othello. Sin embargo, Verdi, aún manteniendo que su carrera había terminado con la composición de Aida, hizo muy poco progreso en la obra. A pesar de todo, las colaboraciones con Boito en la revisión de la anterior ópera Simón Boccanegra ayudaron a convencer a Verdi de la capacidad de Boito como libretista. Finalmente, comenzó la producción de la ópera, que Verdi inicialmente llamó Iago.
Terminación y producción
Conforme el público italiano se hizo consciente de que el retirado Verdi estaba componiendo otra ópera, abundaron los rumores al respecto. Al mismo tiempo, la mayor parte de los directores ilustres de Europa, cantantes y gerentes de teatros de ópera, estaban ansiando tener la oportunidad de participar en el estreno de Otelo, a pesar del hecho de que Faccio y La Scala de Milán ya habían sido seleccionados como director y local del estreno. Se habían seleccionado los dos protagonistas masculinos, también: el más destacado tenor dramático de Italia, Francesco Tamagno, iba a cantar Otelo mientras que el estimado actor-cantante francés Victor Maurel asumiría el rol barítono del perverso Yago. Romilda Pantaleoni, una actriz-cantante bien conocida, obtuvo el papel de Desdémona, para soprano.
Al terminarse la ópera, se hicieron preparativos para la representación inicial en absoluto secreto, reservándose Verdi el derecho de cancelar el estreno hasta el último minuto.

### Representaciones
Verdi no tenía de qué preocuparse: El estreno de Otelo demostró ser un éxito rotundo. El entusiasmo del público por Verdi se demostró al tener que levantarse el telón veinte veces para saludar al final de la ópera. Pronto le siguieron otras representaciones de Otelo en los principales teatros de Europa y América.
La ópera se vio por vez primera en los Estados Unidos, en la Academia de Música, en Nueva York, el 16 de abril de 1888 y en el Reino Unido el 5 de julio de 1889, en Londres. Cuando se representó en París en octubre de 1894, "Verdi compuso un breve ballet (que) forma parte de la ceremonia de bienvenida para los embajadores venecianos en el final del Acto III."
Otelo es la penúltima ópera de Verdi, donde demostró su madurez como artista. Junto a Aida, estrenada en 1871, y Falstaff, 1893, los críticos consideran que es una de las obras maestras del compositor. Para esta obra ya Verdi había abandonado la estructura de división en arias y recitativos, logrando un sentido de unidad y continuidad en toda la obra.
Evidentemente, uno de los personajes más importantes de la obra, además de Otelo y Desdémona, es Yago, interpretado por un barítono. Una de las partes más conocidas de la obra es su Credo, parte del segundo acto. Otras partes destacables son el dueto de amor del primer acto, la canción del sauce y el Ave María, interpretadas por Desdémona en el cuarto acto, y toda la escena final, del asesinato de Desdémona y el suicidio de Otelo.
Desde su estreno, los tres papeles principales de la ópera (Desdémona, Yago y Otelo) están entre los papeles más exigentes de Verdi, tanto vocal como dramáticamente. Algunos de los más ilustres cantantes de los últimos ciento treinta años han hecho de Otelo parte de su repertorio. Representa un reto para el rol principal, que ha de ser interpretado por un tenor dramático.

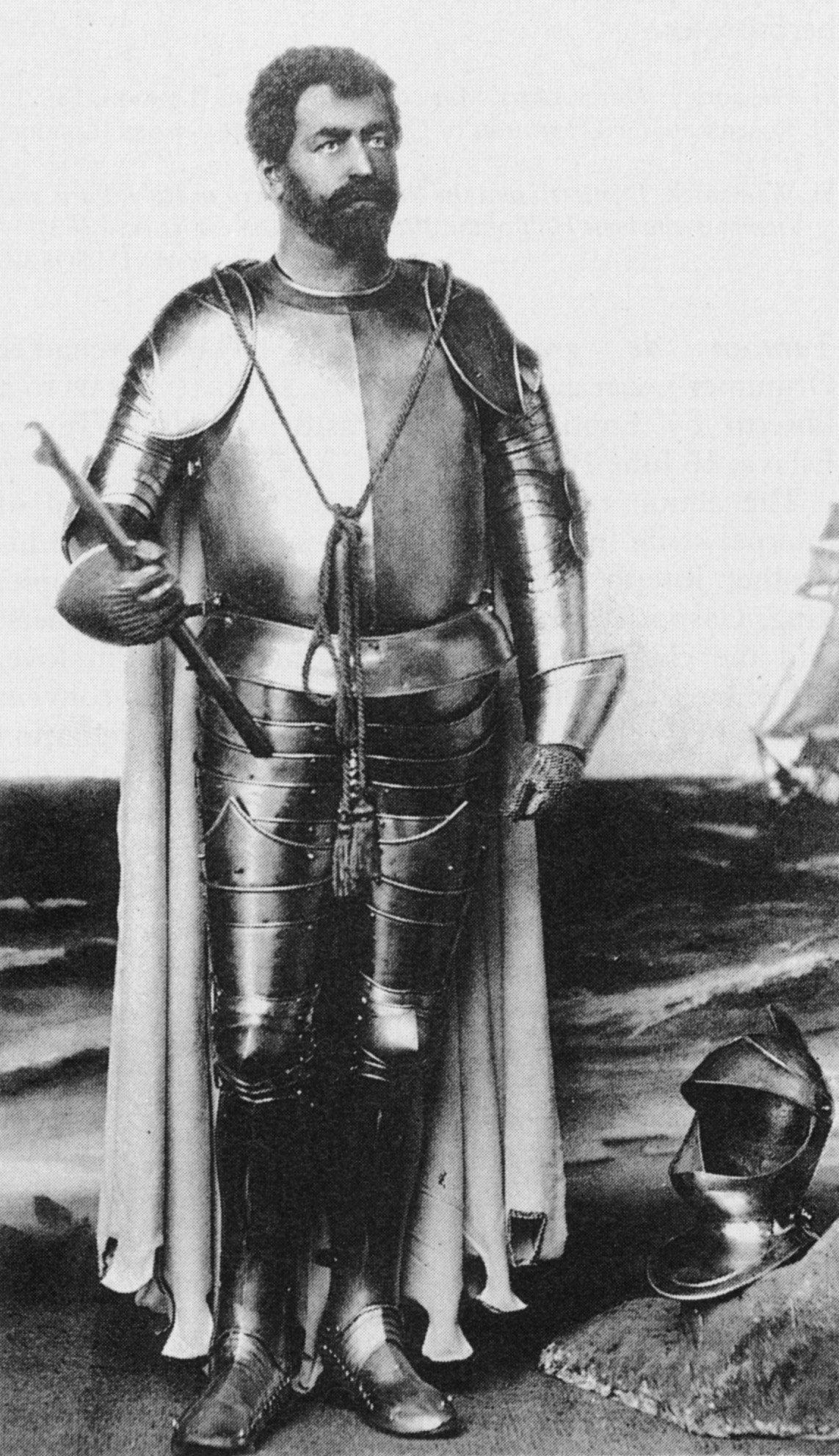
Francesco Tamagno como Otelo en un traje diseñado por Alfred Edel para la producción original.

Famosos Otelos del pasado han incluido a Tamagno, el creador con trompeta de voz del papel, así como Giovanni De Negri, Albert Álvarez, Francisco Viñas, Giuseppe Borgatti, Antonio Paoli, Giovanni Zenatello, Renato Zanelli, Giovanni Martinelli, Aureliano Pertile, Francesco Merli, Giacomo Lauri-Volpi, Frank Mullings, Jose Luccioni, Mario del Monaco o y Carlo Cossutta. La vocalidad del personaje, cercana al estilo wagneriano, ha hecho que varios tenores wagnerianos hayan destacado en este papel: Leo Slezak, Ramón Vinay (quien lo grabó primero con Toscanini y luego con Furtwängler), Wolfgang Windgassen, Jon Vickers (quien lo grabó con Herbert von Karajan) o James McCracken. Tenores wagnerianos anteriores a la Segunda Guerra Mundial como Jacques Urlus, Heinrich Knote, Alexander Kirchner, Lauritz Melchior y Franz Völker también asumieron el papel (cantando normalmente en alemán). El tenor heroico ruso Iván Yershov fue un conocido Otelo anterior a la Primera Guerra Mundial en su país natal. Su compatriota Arnold Azrikan logró su mayor reconocimiento como tenor dramático en Otelo. Por esta representación recibió el Premio Stalin en 1946.
Enrico Caruso estaba estudiando Otelo cuando murió inesperadamente en 1921, frustrando así los planes de la compañía de la Metropolitan Opera de Nueva York de representar la ópera como un nuevo vehículo para su tenor estrella. Actualmente, Plácido Domingo ha aparecido en más producciones de vídeo de la ópera que ningún otro tenor. También, ha grabado el papel completo dos veces en CD y ha aparecido en numerosas producciones escénicas de la obra en ambos lados del Atlántico.
Domingo escribió sobre la representación de esta ópera en su libro Mis primeros cuarenta años: "En lo que se refiere a la otra cuestión — la de cantar papeles que, según los que se consideran a sí mismos expertos, nosotros no deberíamos cantar — Tengo una pequeña historia que contar. Cuando decidí cantar Otelo, mucha gente me dijo que estaba loco. Mario Del Monaco, dijeron, tenía la voz correcta para ese papel, y mi voz no se le parecía en nada. Veinte años antes, habían advertido a Del Monaco de que no cantara Otelo porque su voz no se parecía en nada a la de Ramón Vinay, quien entonces estaba interpretando la ópera por todo el mundo. Vinay, por supuesto, había oído que sólo un tenor con el penetrante sonido como el de Giovanni Martinelli debía cantar el papel. Algunos años antes, Martinelli había tenido a Antonin Trantoul, quien había cantado Otelo en La Scala en los veinte, como un ejemplo deslumbrante; pero en La Scala, aquellos que aún recordaban al verdadero primer Otelo, Francesco Tamagno, habían encontrado a Trantoul completamente insatisfactorio. Pero allí existe una carta de Verdi a su editor en la que el compositor deja claro que Tamagno dejaba mucho que desear." (Verdi expresó reservas sobre el canto suave de Tamagno, no sobre la potencia y timbre de su vocalismo en pasajes dramáticos de la partitura.)
Una larga línea de reconocidos barítonos han cantado a Yago desde 1887. Entre ellos: Victor Maurel (el primer exponente del papel), Mattia Battistini, Mario Ancona, Antonio Scotti, Titta Ruffo, Pasquale Amato, Carlo Galeffi y Lawrence Tibbett. Destacados exponentes posteriores a la guerra del papel han incluido Giuseppe Valdengo, Leonard Warren, Robert Merrill, Tito Gobbi, Sherrill Milnes y James Morris. En lo que se refiere a Desdémona, muchísimas sopranos líricas de primera fila han asumido este papel desde 1887.
La ópera goza de un excelente registro discográfico y suele ser interpretada con mucha frecuencia, encontrándose en el repertorio de los teatros de ópera más importantes del mundo. En las estadísticas de Operabase aparece la n.º 28 de las cien óperas más representadas en el período 2005-2010, siendo la 17.ª en Italia y la octava de Verdi.

## Personajes
| Personajes                                                           | Tesitura     | Elenco del estreno, 5 de febrero de 1887 (Director: Franco Faccio) |
| -------------------------------------------------------------------- | ------------ | ------------------------------------------------------------------ |
| Otelo, un general moro                                               | tenor        | Francesco Tamagno                                                  |
| Desdémona, su esposa                                                 | soprano      | Romilda Pantaleoni                                                 |
| Yago, alférez de Otelo                                               | barítono     | Victor Maurel                                                      |
| Emilia, esposa de Yago y doncella de Desdémona                       | mezzosoprano | Ginevra Petrovich                                                  |
| Casio, capitán de Otelo                                              | tenor        | Giovanni Paroli                                                    |
| Roderigo, un caballero de Venecia                                    | tenor        | Vincenzo Fornari                                                   |
| Lodovico, embajador de la República Veneciana                        | bajo         | Francesco Navarrini                                                |
| Montano, anterior gobernador de Chipre                               | bajo         | Napoleone Limonta                                                  |
| Un heraldo                                                           | bajo         | Angelo Lagomarsino                                                 |
| Coro: soldados venecianos y marineros; ciudadanos y niños chipriotas |              |                                                                    |

## Argumento
La acción transcurre en una ciudad costera de la isla de Chipre, a finales del siglo XV.

### Acto I
Enfrente del castillo, cerca de la bahía.
En una noche tormentosa, el pueblo de Chipre espera ansioso la llegada del nuevo gobernador, Otelo, de la batalla con los turcos (Coro, Montano, Casio, Yago, Roderigo: Una vela! / "¡Una vela!"). Otelo llega sano y salvo y anuncia que la flota turca ha sido destruida, y los chipriotas se alegran (Otelo, coro: Esultate! L’orgoglio musulmano sepolto è in mar / "¡Alegráos! El orgullo musulmán está sepultado en el mar").
El alférez de Otelo, Yago, se ofrece a ayudar al joven veneciano Roderigo en su seducción de la esposa de Otelo, Desdémona, porque él (Yago) quiere vengarse del moro (Yago, Roderigo: Roderigo, ebben che pensi? / "Bien, Roderigo, ¿en qué estás pensando?"). Otelo ha nombrado a Casio capitán de la armada, un cargo que Yago confiaba en obtener. El pueblo de Chipre celebra el regreso de la armada encendiendo una hoguera (Coro: Fuoco di gioia!/ "¡Fuego de alegría!").
En la taberna, Yago propone un brindis por Otelo y su esposa, Desdémona, mientras Casio alaba a Desdémona exageradamente (Yago, Casio, Roderigo, coro: Roderigo, beviam! / "Roderigo, ¡bebamos!"). Yago ofrece vino a Cassio, pero este dice que ya tiene bastante. Yago lo presiona, y cuando Yago ofrece un brindis por Otelo y Desdémona, Casio se rinde. Yago canta un brindis y sigue sirviendo vino a Casio (Yago, Casio, Roderigo, coro: Inaffia l'ugola! / "Mojáos la garganta"). Montano entra y llama a Casio para que empiece su guardia, pero se queda sorprendido al descubrir a Casio bebido y prácticamente incapaz de tenerse en pie. Ante la sorpresa de Montano, Yago explica que de esta manera pasa Casio cada noche.
Roderigo se ríe de la borrachera de Casio y este lo ataca. Montano le dice a Casio que se contenga, pero Casio saca su espada y amenaza con romper la cabeza de Montano (Montano, Casio, Yago, Roderigo, coro: Capitano, v’attende la fazione ai baluardi / "Capitán, la guardia te espera en las murallas"). Casio y Montano empiezan un duelo, y Yago envía a Roderigo a que haga sonar la alarma. Casio hiere a Montano en el momento en que entra Otelo.
Otelo les ordena bajar sus espadas y pide explicaciones al "honesto Yago" para que le acöste cómo empezó el duelo, pero Yago dice que él no lo sabe. Otelo entonces se vuelve hacia Casio, quien se siente avergonzado y no puede excusar sus acciones. Cuando Otelo descubre que Montano está herido, se enoja. Entra Desdémona y, al ver que ha sido perturbado el descanso de su mujer, Otelo degrada a Cassio que ya no es capitán (Otelo, Yago, Casio, Montano: Abbasso le spade / "Abajo las espadas").
Los chipriotas dejan a solas a Otelo y Desdémona. Juntos, Otelo y Desdémona recuerdan por qué se enamoraron. Se besan y luego vuelven al castillo. (Dúo de Otelo y Desdémona: Già nella notte densa s'estingue ogni clamor /"Hoy en la noche oscura todo sonido se acalla".)

### Acto II
Dentro del castillo, una cámara cercana al jardín.
Yago sugiere a Cassio que pida a Desdémona hablar a Otelo sobre su degradación, porque Desdémona puede influir en su marido para devolverle el puesto (Yago, Cassio: Non ti crucciar / "No te preocupes"). Desdémona y Emilia caminan por el jardín, Cassio se acerca a Desdémona. Mirando desde su habitación, Yago lanza sus creencias nihilistas en un bien conocido Credo in un Dio crudel / "Creo en un Dios cruel".
Otelo entra en la habitación; Yago, pretendiendo no darse cuenta de que él está allí, dice que está profundamente perturbado. Cassio ve a Otelo desde lejos y se aleja discretamente. Otelo pregunta qué es lo que está mal con Yago, y él responde dando respuestas vagas. Finalmente, él insinúa que Cassio y Desdémona son amantes. Otelo se siente celoso, pero quiere pruebas de la traición de Desdémona (Yago, Otelo: Ciò m’accora... Che parli? / "Eso me preocupa..." "¿Qué dijiste?").
Una multitud de niños, marineros y chipriotas rodean a Desdémona, alabando su belleza y pureza (coro, Yago, niños, Desdémona, Otelo: Dove guardi splendono raggi / "Allá donde miras, reluce la claridad..."). Ellos le presentan regalos y le desean felicidad antes de irse.
Desdémona cumple el encargo de Cassio de pedir que se le devuelva su cargo. Otelo amargamente le dice que se lo pida en otro momento, y que ahora le duele la cabeza. Desdémona envuelve su cabeza con un pañuelo que Otelo le dio en el pasado, lino bordado con fresas. Otelo lo arroja al suelo y dice que no lo necesita (Desdémona, Otelo: D'un uom che geme sotto il tuo disdegno la preghiera ti porto / "Traigo una petición de uno que sufre por tu enojo"). Emilia recoge el pañuelo. Desdémona le pide perdón a Otelo. A un lado, Yago le pide a Emilia el pañuelo. Cuando ella le dice que no, Yago se lo coge a la fuerza.
Otelo despacha a los otros, y canta que él ahora cree que Desdémona puede estar engañándolo (Otelo: Ora e per sempre addio sante memorie / "Ahora y para siempre, adiós, felices recuerdos"). Regresa Yago, y el celoso Otelo exige pruebas de la infidelidad de Desdémona. Yago dice que una vez, cuando él y Cassio dormían en la misma habitación, oyó a Cassio hablar a Desdémona en sueños. En el sueño, dice Yago, Cassio le dijo a Desdémona que ellos debían ser cuidadosos y esconder su amor. (Yago: Era la notte, Cassio dormia / "Era de noche, Cassio dormía".) Yago dice que los sueños no prueban nada, pero señala que vio a Cassio llevando un pañuelo bordado de fresas justo el día anterior. Juntos, Yago y Otelo juran vengarse de Desdémona y Cassio (Otelo, Yago: Sì, pel ciel marmoreo giuro / "Sí, por el cielo marmóreo juro").

### Acto III
El gran salón del castillo y cerca, un pequeño salón.
Yago explica a Otelo que atraerá a Cassio aquí y que hablará con él mientras Otelo mira, escondido. Se marcha en busca de Cassio (Yago: Qui trarrò Cassio / "Aquí traeré a Cassio"). Desdémona entra y le recuerda la petición de Cassio. Otelo le dice que todavía tiene dolor de cabeza, y le pide que envuelva su pañuelo alrededor de su cabeza. Cuando Desdémona le presenta otro pañuelo diferente, Otelo le pide el que él le regaló, con fresas. Cuando dice que no lo tiene, Otelo dice que era un talismán, y que le llegarán desgracias si lo pierde. Desdémona dice que él está intentando ignorar el ruego de Cassio, y mientras ella le pregunta sobre Cassio, él exige el pañuelo con mayor insistencia. (Desdémona, Otelo: Dio ti giocondi, o sposo / "Dios te mantenga feliz, esposo".) Desdémona protesta que ella es fiel; al final, Otelo la echa de la habitación (Desdémona, Otelo: Esterrefatta fisso lo sguardo tuo tremendo / "Aterrorizada, me enfrento a tu tremenda mirada").
Otelo se lamenta de su destino (Dio! mi potevi scagliar tutti i mali / "¡Dios! Podrías haber arrojado todos los males a mi"). Cuando Yago llama "¡Cassio está aquí!", Otelo se esconde. Cassio dice que había esperado encontrar a Desdémona aquí, pues él quería saber si ella había tenido éxito con Otelo (Yago, Cassio, Otello: Vieni; l’aula è deserta / "Ven, el salón está desierto"). Yago le pregunta sobre sus aventuras con esa mujer. Cassio le pregunta qué mujer y, suavemente, de manera que Otelo no pueda oírlo, Yago dice "Bianca" (la auténtica amante de Cassio). Cassio se ríe de sus aventuras románticas, y Otelo cree que está hablando de Desdémona. En una conversación solo oída en parte, Cassio parece estar hablando a Yago sobre otra mujer, una admiradora secreta, que le dejó un pañuelo como recuerdo. Yago se lo pide y Cassio lo enseña, Yago se lo coge—pues es el de Desdémona—y lo sostiene de manera que Otelo pueda verlo. Se vuelve hacia Cassio y bromea con él, mientras en su escondite Otelo estaba que echaba humo (Yago, Cassio, Otelo:Questa è una ragna dove il tuo cuor casca / "Esta es la tela de araña en la que tu corazón está atrapado").
Suenan los clarines, anunciando la llegada del embajador veneciano. Yago advierte a Cassio que debe marcharse a menos que quiera ver a Otelo. Cassio sale, y Otelo decide matar a su esposa estrangulándola en su cama, mientras Yago se ocupará de Cassio.
Lodovico, Desdémona, Emilia, Roderigo y otros dignatarios entran. Cuando Lodovico nota la ausencia de Cassio, Yago le dice que Cassio ha perdido el favor, pero Desdémona añade que pronto lo restaurarán a su puesto. Yago explica al asombrado Lodovico que quizás la restauración de Cassio es el deseo de ella. Desdémona dice que así es, pues ella siente afecto por él. Otelo la llama demonio, y casi la golpea violentamente pero Lodovico lo contiene. Otelo entonces llama a Cassio (Lodovico, Otelo, Desdémona, Emilia, Yago, coro: Il Doge ed il Senato salutano l'eroe trionfatore / "El Dogo y el Senado saludan al héroe triunfante"). Cassio entra y Otelo lee (mezclando mientras insultos a Desdémona) una carta del Dogo, anunciándole que él (Otelo) ha sido llamado de vuelta a Venecia y Cassio lo sucederá como gobernador de Chipre. Encolerizado, Otelo arroja a Desdémona al suelo (Otelo, Roderigo, Yago, Cassio, Lodovico: Messeri! il Doge mi richiama a Venezia / "¡Caballeros! El Dogo me llama a Venecia").
Desdémona, desde el suelo, se lamenta (A terra! … sì … nel livido fango / "¡Caída! sí, en el lívido fango..."). En un conjunto, los diversos personajes expresan sus distintos sentimientos: Emilia y Lodovico consuelan a Desdémona, Cassio se maravilla ante su repentino cambio de fortuna y Roderigo se lamenta de que Desdémona vaya a irse pronto. En apartes separados, Yago primero le dice a Otelo que esa noche es la noche de vengarse y luego aconseja a Roderigo de que la única forma de impedir que Desdémona se vaya es que muera el nuevo duque, animándolo a asesinar a Cassio esa noche (Emilia, Cassio, Desdémona, Roderigo, Lodovico, Yago, Otelo, coro: Quell’innocente un fremito d'odio non ha nè un gesto / "Esa inocente es sin sentimiento o gesto de odio"). Otelo ordena a todo el mundo que se vaya. Desdémona va a reconfortarlo, pero Lodovico la empuja afuera conforme Otelo la maldice. Otelo despotrica sobre el pañuelo, luego se derrumba. Yago presiona la frente de Otelo con su talón, luego se marcha. Afuera, la multitud de chipriotas grita victoria y gloria por Otelo (Otelo, Desdémona, Emilia, Cassio, Roderigo, Lodovico, Yago, coro: Fuggite!)

### Acto IV
Habitación de Desdémona. Una lámpara iluminada enfrente de una imagen de la Virgen María.
Desdémona y Emilia están preparándose para irse a la cama. Desdémona le pide a Emilia que le ponga el traje que usó en su noche de bodas. Desdémona recuerda cómo su madre tuvo una criada llamada Bárbara, quien se enamoró de un hombre pero enloqueció cuando él la abandonó (Desdémona: Piangea cantando nell’erma landa / "Cantando, ella lloraba sobre la tierra yerma", también conocida como la "Canción del sauce"). Después de que Emilia se marche, Desdémona reza (Ave María) y luego se duerme.
Silenciosamente entra Otelo con una espada. Besa a su esposa y con ello la despierta. Otelo le pregunta si ha rezado, porque no quiere matar su alma. Ella le ruega piedad a Dios, tanto para ella como para Otelo. Este la acusa de pecar, diciendo que la tiene que matar porque ama a Cassio. Ella lo niega y le dice que llame a Cassio, pero Otelo le responde que está muerto. Desdémona le pide que se apiade que ella, pero Otelo le dice que es demasiado tarde y la estrangula (Otelo, Desdémona: Diceste questa sera le vostre preci / "¿Has rezado tus oraciones esta noche?").
Emilia llama a la puerta, anunciando que Cassio ha matado a Roderigo. Desdémona suavemente dice que ha sido acusada injustamente, y luego muere. Emilia llama asesino a Otelo; él responde que Yago le dio pruebas de la infidelidad de Desdémona. Otelo empieza a amenazar a Emilia, quien pide ayuda. Entran Yago, Cassio y Lodovico. Emilia exige que Yago niegue la acusación de Otelo; él se niega. Otelo dice que el pañuelo que Desdémona dio a Cassio es prueba suficiente. Emilia, horrorizada, explica que Yago había robado el pañuelo; Cassio corrobora su historia. Montano entra y dice que Roderigo, al morir, reveló el plan de Yago. Yago, blandiendo su espada, se escapa corriendo (Emilia, Otelo, Desdémona, Cassio, Yago, Lodovico, Montano: Aprite! Aprite! / "¡Abrid! ¡Abrid!")
Al darse cuenta de lo ocurrido, Otelo se lamenta de la muerte de Desdémona. Extrae una daga de su ropa y se apuñala. Otros intentan detenerlo, pero es demasiado tarde. Antes de morir, se arrastra cerca de su esposa y la besa. Queda muerto cerca de Desdémona (Otelo, Cassio, Lodovico, Montano: Niun mi tema / "Que nadie me tema".)

## Instrumentación
La partitura está escrita para las voces solistas, un coro mixto y una orquesta formada por:
- Viendo madera: 3 flautas (la tercera doblando al flautín), 2 oboes, 1 corno inglés, 2 clarinetes, 1 clarinete bajo, 4 fagotes.
- Viento metal: 4 trompas, 2 cornetas, 2 trompetas, 3 trombones, 1 cimbasso.
- Percusión: timbales, 2 bombos, platillos, tam-tam.
- Cuerda: 1 arpa (2 arpas en la versión francesa) y una sección de cuerdas con violines I y II, violas, violonchelos y contrabajos.
- En escena: 2 mandolinas, 2 guitarras, 1 gaita, panderetas (sólo en ballet).
- Fuera de escena: 6 trompetas, banda de viento, 1 órgano, relámpago, trueno, cañón.

En esta obra se introduce por primera vez el contrabajo de 4 cuerdas.

## Discografía selecta
| Año       | Elenco (Otelo, Desdémona, Yago)                               | Director, Teatro y orquesta                                                                                        | Discográfica                                                              |
| --------- | ------------------------------------------------------------- | --- | ------------------------------------------------------------------------- |
| 1931–1932 | Nicola Fusati, Maria Carbone, Apollo Granforte                | Carlo Sabajno, Coro y orquesta de La Scala                                                                         | CD: Preiser Records Cat: 20012                                            |
| 1947      | Ramón Vinay, Herva Nelli, Giuseppe Valdengo                   | Arturo Toscanini, Coro y Orquesta Sinfónica de la NBC                                                              | CD: Guild Historical Cat: 2275/76/77 CD: Naxos Historical Cat: 8111320-21 |
| 1950      | Mario Del Monaco, Delia Rigal, Carlos Guichandut              | Antonino Votto, Coro y orquesta del Teatro Colón de Buenos Aires                                                   | CD: Myto                                                                  |
| 1951      | Ramón Vinay, Carla Martinis, Paul Schöffler                   | Wilhelm Furtwängler, Filarmónica de Viena, Coro del Staatsoper de Viena                                            | CD: Rodolphe Cat: RPC 32561.62                                            |
| 1958      | Mario Del Monaco Rosanna Carteri Renato Cappecchi             | Tullio Serafin, Coro y Orquesta de la academia Santa Cecilia de Roma                                               | VHS-DVD Video                                                             |
| 1958      | Mario Del Monaco, Victoria de los Ángeles, Leonard Warren     | Fausto Cleva, Coro y orquesta del Metropolitan Opera House de New York                                             | Cd: Myto                                                                  |
| 1960      | Jon Vickers, Leonie Rysanek, Tito Gobbi                       | Tullio Serafin, Coro y orquesta de la Ópera de Roma                                                                | CD: RCA Victor Cat: 663180                                                |
| 1961      | Mario del Monaco, Renata Tebaldi, Aldo Protti                 | Herbert von Karajan, Filarmónica de Viena y Coro de la Ópera Estatal de Viena                                      | CD: Decca Cat: 028941161826                                               |
| 1965      | Wolfgang Windgassen, Sena Jurinac, Norman Mittelmann          | Argeo Quadri, Orquesta Filarmónica del Sudeste de Alemania y Coro de la Ópera Estatal de Viena (cantado en alemán) | DVD: Inmortal Cat: IMM 950016                                             |
| 1968      | James McCracken, Dame Gwyneth Jones, Dietrich Fischer-Dieskau | John Barbirolli, Orquesta New Philharmonia y Coro Ambrosiano                                                       | CD: EMI Cat: 65296                                                        |
| 1973      | Jon Vickers, Mirella Freni, Peter Glossop                     | Herbert von Karajan, Filarmónica de Berlín y coro de la Deutsche Oper Berlin                                       | CD: EMI Cat: CMS 769 3082                                                 |
| 1977      | Carlo Cossutta, Margaret Price, Gabriel Bacquier              | Georg Solti, Filarmónica de Viena, Coro de la Ópera Estatal de Viena y Wiener Sängerknaben                         | CD: Decca Cat: 440-045-2                                                  |
| 1978      | Plácido Domingo, Renata Scotto, Sherrill Milnes               | James Levine, Coro y Orquesta Filarmónica Nacional                                                                 | CD: RCA Cat: 74321395012                                                  |
| 1994      | Plácido Domingo, Cheryl Studer, Sergei Leiferkus              | Myung-whun Chung, Ópera de la Bastilla, París                                                                      | CD: Deutsche Grammophon Cat: 439 805-2                                    |
| 1995      | Plácido Domingo, Renée Fleming, James Morris                  | James Levine, Coro y orquesta del Metropolitan Opera House                                                         | DVD: Deutsche Grammophon                                                  |
| 2008      | Aleksandrs Antonenko, Marina Poplavskaya, Carlos Álvarez,     | Riccardo Muti, Filarmónica de Viena, Festival de Salzburgo 2008                                                    | Blu-Ray: Naxos Cat: 701504                                                |
| 2009      | Robert Dean Smith, Raffaella Angeletti, Sebastian Catana      | Friedrich Haider, Oviedo Filarmonía y Orfeón Donostiarra                                                           | CD: Naxos Cat: 8.660357-58                                                |